# Spermacoce reflexa
Spermacoce reflexa là một loài thực vật có hoa trong họ Thiến thảo. Loài này được (J.H.Kirkbr.) Govaerts miêu tả khoa học đầu tiên năm 1996.